# Michael Pehl
Michael „Mike“ Pehl (* 4. Juli 1961) ist ein US-amerikanischer Manager, Berater und Unternehmer.

## Leben
Pehl wuchs auf in Bocholt, Nordrhein-Westfalen, wo er von 1971 bis 1980 das St.-Josef-Gymnasium der Kapuziner besuchte und dort schließlich die Hochschulreife erwarb.
Seine berufliche Laufbahn begann er beim baden-württembergischen Softwarekonzern SAP. In den frühen 1980er Jahren zog er für diesen Konzern in die Vereinigten Staaten, um dessen dortige Tochter, die SAP America Inc., aus der Taufe zu heben. 1991 gründete Pehl mit anderen SAP-Leuten in Chadds Ford, Pennsylvania, die International Consulting Solutions, eine Firma zur umfassenden Implementierung der SAP-Technologie, die schließlich an die Deloitte & Touche Consulting Group verkauft wurde.
Danach baute er in Cambridge, Massachusetts, als Vorsitzender und CEO der International Integration Inc. den Systemintegrator i-Cube auf, eine Firma mit Einnahmen von 280 Millionen US-$ und einer weltweiten Belegschaft von 1600 Mitarbeitern, die Anwendungssoftware anbot, unter anderem Lösungen für das Jahr-2000-Problem. Das Unternehmen platzierte er erfolgreich an der NASDAQ. Bereits 1994 erhielt Pehl für seine unternehmerische Leistung vom Wirtschaftsmagazin Inc. die mit Ernst & Young und Merrill Lynch ausgerichtete Auszeichnung „Unternehmer des Jahres“.
1999 erwarb die New Yorker Internet-Agentur Razorfish sein Unternehmen für 677 Millionen US-$, um sich im internationalen Marktumfeld mit verstärkten technologischen Kompetenzen besser behaupten zu können. In diesem Zuge avancierte Pehl im November 1999 zum COO und im Frühjahr 2000 zum Präsidenten von Razorfish. Als solcher sollte er sich neben dem operativen Management und der Zusammenführung der Unternehmensstrukturen auch um strategische Partnerschaften des Unternehmens kümmern. Doch im August 2000, schon nach wenigen Monaten, trat Pehl von dieser Stellung zurück. Mit seinem Abgang folgt er Larry Begley, dem Finanzchef von Razorfish und vorherigen i-Cube-Manager, der bereits Anfang des Jahres sein Ausscheiden aus dem Unternehmen verkündet hatte. Unternehmensnahe Quellen mutmaßten, dass dieser Schritt unter anderem durch Berichte über den ausschweifenden Lebensstil der Razorfish-Gründer Jeff Dachis (* 1966) und Craig Kanarick (* 1967) ausgelöst wurde und Pehl sich durch seinen Rücktritt von beiden lösen wollte. Pehls überraschender Abgang, den er selbst mit privaten Erwägungen begründete, sorgte in der Dotcom- und Computerbranche für Aufsehen und ging mit einem erheblichen, zeitweise 24-prozentigen Rücksetzer des Aktienwerts von Razorfish einher.
Nachdem sich Pehl als Partner der Advent International Corporation von 2001 bis 2007 am Management eines Technologie-Portfolios beteiligt hatte, gehörte er 2007 zu den Gründern der Guidepost Growth Management Company, LLC, vormals North Bridge Growth Management Company, LLC, einer im Prudential Tower von Boston residierenden Wagniskapital-Firma, der er bis heute als Partner bzw. Manager angehört. Außerdem war und ist er Aufsichtsratsmitglied verschiedener anderer Unternehmen.
Pehl hat Kenntnisse in Latein und spricht Deutsch und Englisch fließend. Er ist mit Randa Pehl (* 1964) verheiratet, die im September 2023 eine Scheidungsklage gegen ihren Mann einreichte. Sie haben Kinder, von denen eines die Landmark School in Beverly, Massachusetts, besucht hatte. In deren Vorstand wirkt Pehl seit 2017.